# План З-4
План З-4 био је предложена основа за преговоре о прекиду рата у Хрватској политичким рјешењем. Израдили су га Питер Галбрајт, Леонид Керестеџијанц, Герт-Хинрих Аренз у име мини-контакт групе коју су чинили изасланици Организације уједињених нација и дипломате Европске уније, Руске Федерације и Сједињених Америчких Држава. Копредсједавајући Међународне конференције о бившој Југославији, Дејвид Овен и Торвалд Столтенберг, били су блиско укључени у политички процес око плана. Документ је припремљен крајем 1994. и почетком 1995. године, прије него што је 30. јануара 1995. предат предсједнику Републике Хрватске Фрањи Туђману и руководству Републике Српске Крајине. Иако је Туђман био незадовољан приједлогом, власти Српске Крајине — под утицајем предсједника Републике Србије Слободана Милошевића — одбиле су да приме документ, а камоли да расправљају о њему. Милошевић је био забринут због тога што би се тај документ могао искористити за присилно рјешавање кризе у српској аутономној покрајини Косову и Метохији.
Покушано је још три пута да се план оживи након операције Бљесак почетком маја, када је Хрватска заузела дио Западне Славоније која је претходно била у саставу Српске Крајине. Прва иницијатива, која је почела касније у том мјесецу, пропала је јер су крајишке власти тражиле да Хрватске повуче трупе из западне Славоније, што је Хрватска одбила. Други покушај је пропао јер ниједна страна није жељела да преговара. Посљедњи покушај преговора био је почетком августа када су План З-4 предложиле међународне дипломате, и када је велики напад Хрватске на Српску Крајину већ био неизбјежан. Упркос Галбрајтовим напорима да убиједи Милошевића и руководство Српске Крајине да прихвате план, неслагање међу руководством крајишких Срба омогућило да је Хрватској да тврди да Српска Крајина није ни имала намјеру да преговара. Хрватски представници, који нису били заинтересовани за преговоре и жељели да поставе дипломатске основе за непосредну војну операцију, представили су своје захтјеве Српској Крајини, који су такође одбијени. Хрватска је 4. августа покренула операцију Олуја, током које је поражена Српска Крајина и потпуно окончан политички процес који је довео до стварања Плана З-4.
Дијелови плана дали су два приједлога за рјешавање косовске кризе: током рата на Косову и Метохији 1999. и као дио Косовског статусног процеса 2005. године. Ниједна страна није прихватила приједлоге.

## Развој

### Настанак
План З-4 је био нацрт који су израдили амбасадор Сједињених Држава у Хрватској Питер Галбрајт, амбасадор Русије у Хрватској Леонид Керестеџијанц и њемачки дипломата Герт-Хинрих Аренз, представљајући Европску унију у мини-контакт групи. Слово „З” у називу плана означава главни град Хрватске Загреб, а број четири означава учешће Сједињених Држава, Русије, Европске уније и Организације уједињених нација. План је био производ процеса који је почео 23. марта 1994. године, са Галбрајтом који себе сматра главним аутором. Био је то добро развијен правни документ са сврхом да буде основа за преговоре којим је, према Арензу, Хрватска требало да се обавеже на међународно споразумно поравњање и спријечити да се претвори у војну резолуцију о рату. Према Арензу, план је био превише великодушан према Србима; у суштини, давао је правну основу за сталну српску државу у Хрватској.
Срце плана био је Уставни споразум за Крајину (први дио). Први дио дефинише Крајину као аутономну област Хрватске, са границама заснованим резултатом пописа становништва у Хрватској 1991. године (који је препознавао једанаест општина са апсолутном српском већином). Те области би уживале високу аутономију, са већином надлежности пребачених са средишне владе у Загребу на Книн. Област би имала свог предсједника, владу, скупштину, суд, полицијске снаге, грб, заставу, валуту, право на наплату пореза и склапање међународних споразума. Први дио је такође предвиђао демилитаризацију аутономних области. Други дио плана, Споразуми који се тичу Славоније, Јужне Барање, Западног Срема и осталих области, односио се на подручја гдје Срби нису чинили већину 1991. године (укључујући и западну и источну Славонију) и садржао је прелазне одредбе. Трећи дио плана предвиђао је заштиту људских права, основних слобода, кривично гоњење ратних злочина, суд за људска права са међународним судијама и одредбама којима се дозвољава двојно хрватско и југословенско држављанство за Србе. План је предвиђао да се западна Славонија прва преда под хрватску управу, затим источна Славонија (гдје би прије почетка примопредаје била успостављена прелазна администрација ОУН).

### Предложене измјене
Први нацрт Плана З-4 је био припремљен у септембру 1994. године и даље се развијао и мијењао неколико пута у сљедећа четири мјеста. Током овог периода, копредсједавајући Међународне конференције о бившој Југославији Дејвид Овен и Торвалд Столтенберг тражили су измјене и допуне и противили су се представљању плана хрватским и крајишким властима. Први скуп тражених измјена био је укључивање одредбе којом се тражило да Хрватска уступи територију око града Жупање (на сјеверној обали ријеке Саве) Савезној Републици Југославији, омогућавајући бољу комуникацију између Београда и западног дијела Републике Српске. Захтјев, достављен 8. септембра, одбили су аутори плана. Тај дан, Овен је тражио да план омогући Крајини да формира конфедерацију са Србијом или СР Југославијом. Овен и Столтенберг су настојали да створе мрежу конфедерација између бивших југословенских република, али су аутори Плана З-4 сматрали то немогућим. Министар спољних послова Њемачке Клаус Кинкел, у име њемачког предсједништва Европском унијом, упозорио је Овена да крајишки Срби чине само 5% становништва Хрватске и да би конфедерација између Косова и Албаније била природнија. Русија је 6. октобра објавила своје противљење конфедерацији, али је Овен повратио подршку земаља идеји четири дана касније (недуго прије него што је напуштена).
Трећа група тражених амандмана односила се на источну Славонију. Овен и Столтенберг тражили су да јој статус остане неријешен, умјесто да се постепено предаје под хрватску управу кроз петогодишњи период и примјену послијератног етничког састава подручја као формуле за мултиетничку мјесну полицију и оснивање заједничког хрватско-југословенског предузећа за црпљење нафте у Ђелетовцима. Приједлог је одбијен, али је довео до мјесне аутономије за српска села на том подручју и смањења прелазног периода на двије године. Четврта група предложених амандмана, које је предложио Овен, укључивала је приједлог за континуирано присуство српских оружаних снага у Крајини и додатна овлашћења за Крајину у погледу минералних ресурса и међународних уговора. Након приједлога, текст плана постао је предмет дугих расправа између земаља Контакт групе, Европске уније и копредсједавајућих МКБЈ. Копредсједавајући почели су са израдом сопственог плана; Столтенберг је зауставио план помоћу норвешког дипломате (и МКБЈ амбасадора) Кајда Ејдеа, стварајући сукоб између Ејдеа и Галбрајта.

### Прве вијести о плану
Галбрајт је 1. октобра обавијестио Туђмана о плану без достављања било каквих детаља. Слично, Аренз и Ејде су обавијестили предсједника Српске Крајине Милана Мартића. Иако су планирали преговори о Плану З-4 без стварног откривања плана Хрватској и Српској Крајини, елементи плана су прослијеђени београдским и загребачким новинама средином октобра. Према Флоренс Артман, у октобру су се Туђманови и Милошевићеви изасланици састали у аустријском граду Грац, да разговарају о предложеној интеграцији Српске Крајине у Хрватску и њиховом противљењу Плану З-4. Туђману се план није свиђао јер је предвиђао српску државу у Хрватској, а Милошевић је план видио као опасан преседан који се могао примијенити на већинске несрпске или мултиетничке средине широм Југославије, као што су Косово и Метохија, Војводина и Санџак.
Галбрајт, Ејде и Керестеџијанц усагласили су се да ће план доставити Хрватској и Српској Крајини 21. октобра, чему су се Овен и Столтенберг противили. Овен је замолио Виталија Чуркина да наложи свом изасланику да се супростави достави плана. Према налогу из Москве, Керестеџијанц се повукао, а Галбрајт је оптужио Овена за саботажу Плана З-4.

### Коначна верзија
Коначна верзија Плана З-4 на 53 странице припремљена је 18. јануара 1995. године. Насловљена као „Нацрт споразума о Крајини, Славонији, Јужној Барањи и Западном Срему”, састојала се од три документа и двије привремене мапе. Мапе су сматране привременим због забринутости да би Хрватска оспорила укључивање Бенковца у састав Крајине; дио општине био је претежно насељен Хрватима, а и налазио се уз обалу Јадранског мора. Друго територијално питање била је општина Слуњ; није ушла у састав Крајине, чиме је Крајина пресјечена на два дијела. Могуће ријешење било је подјела општине на два дијела и предаја подручја источно од Слуња Крајини. У очекивању овога, започето је планирање заобилажења Слуња. Упркос неријешеним питањима, достављање плана Хрватској и Српској Крајини заказано је за јануар. Недуго прије израде коначне верзије плана, 12. јануара, Туђман је у писму саопштио да Хрватска неће одобрити продужење мировног мандата ОУН након 31. марта и Унпрофор распоређен на територији Српске Крајине морао је отићи.

## Представљање
Туђману је 30. јануара План З-4 представио амбасадор Француске у Хрватској, у пратњи Галбрајта, Аренза и амбасадора Италије Алфреда Матакоте (Ејдеова замјена). Туђман није крио своје незадовољство планом, примајући план са сазнањем да се Милошевић противи плану (због његове бриге о Косову) и не би дозволио да се он примјени. Туђман је прихватио план (који се у Хрватској сматрао неприхватљивим) као основу за преговоре са Српском Крајином, у нади да ће га одбацити.
Пет дипломата је отпутовало у Книн када би руководству Српске Крајине представило План З-4. Састали су се са Мартићем, предсједником Владе Бориславом Микелићем и министром спољних послова Миланом Бабићем. Мартић је одбио да прими нацрт прије него што Савјет безбједности ОУН изда писмену изјаву којом проширује мандат Унпрофора на заштиту Српске Крајине. Керестеџијанц и Аренз су предложили Мартићу да прихвати план, а да затим каже да Српска Крајина неће преговарати прије него што се ријеши питање Унпрофора, али је он то одбио. Дипломате су тада покушале да се састану са Милошевићем у Београду, али је Милошевић одбио да их прими и они су се вратили у Загреб сљедећег дана. Аренз је описао догађаје 30. јануара као „фијаско”.

### Реакције
Аренз је нагласио да су Хрватска и Српска Крајина биле задовољне резултатом. Овен и Столтенберг изразили су своје разумијевање због кога су Милошевић и руководство Српске Крајини одбацили план, изазивајући оштру реакцију Галбрајта. Скупштина Српске Крајине сазвана је 8. фебруара са Планом З-4 као једином тачком дневног реда. У својим говорима, Мартић, Микелић и Бабић описали су план као провокативан за Српску Крајину, а Милошевићева подршка одбијању плана била је веома охрабрујућа. Поред Милошевића много других утицајних српских политичара одбацило је план, укључујући Борисава Јовића — блиског Милошевићевог савезника, који је сматрао Српску Крајину довољно војно снажном да се одупре Хрватској — и Војислава Шешеља, који је сматрао да је план потпуно неприхватљив. Опозициони политичари у Србији су били подијељени. Зоран Ђинђић је рекао с обзиром да је Српска Крајина одбила план, да ни Србија не би требало да га прихвати, док је Вук Драшковић сматрао овај план историјском приликом. Драшковићево мишљење је на крају преовладало у српским медијима, али не прије краја августа. Једина званична реакција Хрватске била је од главног преговарача, Хрвоја Шаринића. Шаринић је рекао да је Хрватска спремна на успоставу хрватског суверенитета на цијелој територији, повратак избјеглица и мјесну самоуправу за крајишке Србе, али је одбацила дијелове плана неспојиве са Уставом Хрватске. У Хрватској, план и његови аутори (посебно Галбрајт) били су снажно критиковани у ономе што је Аренз описао као „злобна кампања”.

## Покушаји поновног увођења

### Мај и јун 1995.
Било је још неколико покушаја заговарања Плана З-4 као основе за политичко рјешење рата у Хрватској. Након што је Хрватска заузела Западну Славонију у операцији Бљесак почетком маја, Овен и Столтенберг су позвали хрватске и крајишке званичнике у Женеву у настојању да оживе план. Иницијатори су охрабривали Савјет безбједности ОУН и Група 7, која је у то вријеме припремала свој самит у Халифаксу. Састанку су присуствовали Овен, Столтенберг, Гајбрајт, Керестеџијанц, Ејде и Аренз као међународне дипломате; Српску Крајину су представљали Мартић, Микелић и Бабић, а делегацију Хрватске је предводио Шаринић. Шаринић је прихватио позив, тврдећи да је догађај био хрватски уступак зато што су хрватске власти сматрале да су ова питања унутрашња питања која би требало да се ријеше у Хрватској. У другу руку, делегација Српске Крајине инсистирала је на повлачењу Хрватске са територије коју је заузела раније тог мјесеца, прије него што су преговори могли и почети. С обзиром да то повлачење није тражио Савјет безбједности ОУН, Хрватска је одбацила захтјев и иницијатива је пропала.
Други покушај да се тај план оживи настао је разговором Кинкела и министра спољних послова Француске Ерве де Шарет 28. јуна. Предложили су успостављање зона раздвајања како би се провео прекид ватре, надгледајући спољне границе Српске Крајине, посебне гаранције за сигурност крајишких Срба и спровођење мјера за изградњу повјерења економском сарадњом између Хрватске и Српске Крајине. Иницијатива, међутим, није узела маха јер су званичници Српске Крајине одбили да преговарају.

### Август 1995.
Још један покушај који је укључивао план дошао је након што је Милошевић затражио од Сједињених Држава да зауставе неизбјежан напад Хрватске над Српску Крајину 30. јула. Иако је у свом захтјеву навео да преговоре треба водити на основу Плана З-4, он је одбио да се састане са Галбрајтом (који је желио да Милошевић изврши притисак на Српску Крајину како би прихватила план) 2. августа. Умјесто са Милошевићем, Галбрајт се састао са Бабићем у Београду, покушавајући да га убиједи да прихвати план. Он је рекао Бабићу да Српска Крајина не може очекивати међународне симпатије због учешћа у опсади Бихаћа и да би морали прихватити услове Хрватске како би избјегли рат. Као алтернативу, Галбрајт је предлагао Бабићу да прихвати преговоре засноване на Плану З-4. Бабић се сложио и Столтенберг је позвао делегацију Хрватске и Српске Крајине на разговоре 3. августа. Како би се избјегла пажња медија, за мјесто сусрета изабран је Жанто код Женеве. Делегацију Српске Крајине предводио је генерал-мајор Српске војске Крајине Миле Новаковић, а делегацију Хрватске предводио је Туђманов савјетник, Ивић Пашалић.
На састанку делегација Српске Крајине је инсистирала на повлачењу Хрватске војске из Западне Славоније и постепеној имплементацији прекида ватре, пратећи економску сарадњу прије политичког рјешења. Делегација Хрватске није имала намјеру да преговара, већ да се дипломатски припреми за војно рјешење рата. Столтенберг је предложио компромис од седам тачака, укључујући преговоре засноване на Плану З-4, са почетком од 10. августа. Приједлог је у почетку прихватио Бабић, који је затим изразио уздржаност према Плану З-4 као политичкој нагодби када му је затражено да јавно изрази подршку Столтенберговом приједлогу (тако је Новаковићева делегација слиједила његово мишљење). Пашалић је затим затражио да Новаковић прихвати седам захтјева Хрватске, који су укључивали непосредну замјену Српске Крајине са хрватском цивилном влашћу. Новаковић је одбио Пашалићев приједлог, указујући да је он прихватио Столтенбергов приједлог, након чега је Пашалић прогласио да је Српска Крајина одбила понуду Хрватске за преговоре. Хрватска је сматрала да Бабић није довољно снажан да обезбједи Мартићеву подршку иницијативи и стога није у могућности да обавеже Српску Крајину на споразум. Овај став је подржавао и сам Бабић, који је Галбрајту на састанку у Београду 2. августа рекао да ће Мартић послушати само Милошевића. Хрватска је 4. августа покренула операцију Олуја и, према Галбрајту, потпуно прекинула преговоре о Плану З-4 и повезани политички процес.
Посљедњи покушај да се оживи План З-4 организовао је Бабић 16. августа. Ова иницијатива позвала је на преговоре о свакој тачки плана и проширење аутономних подручја на источну Славонију. Међутим, Аренз и Столтенберг сматрали су да је било какав разговор између Хрватске и прогнаног руководства Српске Крајине био немогућ. Када су консултовали Шаринића о иницијативи, он је одбацио сваку могућност преговора.

### Септембар 1995. и послије
Послије успјеха Хрватске војске у операцији Олуја у августу и у Босни и Херцеговини против Војске Републике Српске у операцији Маестрал у септембру, предсједник Сједињених Држава Бил Клинтон најавио је нову иницијативу за Босну и Херцеговину. Ова иницијатива, која је за циљ имала предају Источне Славоније Хрватској, заснована на хрватском суверенитету и Плану З-4. Галбрајт је настојао да прилагоди план са новим околностима на терену; примјер је била ограничена самоуправа за крајишке Србе у источнославонским општинама гдје су чинили већину према попису из 1991. године; након што је Хрватска уложила приговор, приједлог је замјењен одредбама Устава Хрватске. Почетком октобра процес је довео до Ердутског споразума, успостављајући оквир за интеграцију Источне Славоније под контролу Хрватске. Када је споразум први пут проведен 1996. године, постојала је забринутост у Хрватској да би тај процес могао резултовати „прикривеним” провођењем Плана З-4 у Источној Славонији и политичком аутономијом за то подручје.
План З-4 поново је оживио 1999. године као шаблон за преговоре у Рамбујеу, предложени мировни споразум између СР Југославије и косовскометохијских Албанаца. Након рата на Косову и Метохији, Србија и Црна Гора су 2005. године покушале да ријеше Косовски статусни процес постављајући мировни план који нуди широку аутономију за Косово и Метохију. Према Драшковићу, тадашњем министру спољних послова Србије и Црне Горе, план је био „изокренута слика пред огледалом” Плана З-4. Те године у Београду је основана „Влада Републике Српске Крајине у прогонству”, захтијевајући оживљавање Плана З-4 у Хрватској (потез су осудили Драшковић и предсједник Србије Борис Тадић). Исту идеју је 2010. године представила српска избјегличка организација коју је водио Саво Штрбац.